# Azuraleurodicus
Azuraleurodicus is een geslacht van halfvleugeligen (Hemiptera) uit de familie witte vliegen (Aleyrodidae), onderfamilie Aleurodicinae.
De wetenschappelijke naam van dit geslacht is voor het eerst geldig gepubliceerd door Martin in Martin & Polaszek in 1999. De typesoort is Azuraleurodicus pentarthrus.

## Soort
Azuraleurodicus omvat de volgende soort:
- Azuraleurodicus pentarthrus Martin in Martin & Polaszek, 1999